# Kristina Heigenhauser
Kristina Heigenhauser (nacida Kristina Berger; 20 de junio de 1988) es una deportista alemana que compitió en tiro con arco, en la modalidad de arco compuesto.
Ganó tres medallas en el Campeonato Mundial de Tiro con Arco al Aire Libre, en los años 2013 y 2017, y tres medallas en el Campeonato Europeo de Tiro con Arco al Aire Libre, en los años 2012 y 2018.

## Palmarés internacional
| Campeonato Mundial al Aire Libre | Campeonato Mundial al Aire Libre | Campeonato Mundial al Aire Libre | Campeonato Mundial al Aire Libre |
| Año                              | Lugar                            | Medalla                          | Prueba                           |
| -------------------------------- | -------------------------------- | -------------------------------- | -------------------------------- |
| 2013                             | Belek (Turquía)                  | Medalla de oro                   | Individual                       |
| 2017                             | Ciudad de México (México)        | Medalla de plata                 | Equipo mixto                     |
| 2017                             | Ciudad de México (México)        | Medalla de bronce                | Individual                       |
| Campeonato Europeo al Aire Libre |                                  |                                  |                                  |
| Año                              | Lugar                            | Medalla                          | Prueba                           |
| 2012                             | Ámsterdam (Países Bajos)         | Medalla de oro                   | Individual                       |
| 2012                             | Ámsterdam (Países Bajos)         | Medalla de oro                   | Equipo                           |
| 2018                             | Legnica (Polonia)                | Medalla de bronce                | Equipo                           |